# بوبانة
بوبانة هي قرية في مقاطعة سردشت، إيران. يقدر عدد سكانها بـ 113 نسمة بحسب إحصاء 2016.